# Juan Delgado (futbolista uruguayo)
Juan Delgado (n. Florida, Uruguay; 1889 - f. Montevideo; 1961) fue un futbolista uruguayo. Jugaba como centrocampista. Su mayor destaque lo logró jugando en el Club Atlético Peñarol. Formó parte de la selección uruguaya, con la que ganó el  primer Campeonato Sudamericano. 
Fue la primera estrella deportiva negra en Uruguay. Fue también un popular escobero en la comparsa Esclavos de Nyanza.

## Trayectoria
Sus inicios en Primera División se dieron en Universal Football Club, Bristol y Central (entre 1912 y 1916). En 1916 pasó por Boca Juniors.
A partir de 1916 y hasta 1922 jugó en Peñarol, equipo con el que salió campeón de la Primera División de Uruguay en 1918 (como capitán) y 1921. Se lo consideraba el heredero de John Harley en el puesto de "cinco".
Con la selección uruguaya disputó 15 encuentros entre 1913 y 1920.
Se destaca particularmente su actuación en el Campeonato Sudamericano 1916, donde salió campeón jugando los tres encuentros. Se convirtió así, junto a su compatriota Isabelino Gradín, en el primer futbolista negro en disputar un campeonato internacional.
Una vez finalizada su carrera fue utilero en Peñarol, puesto que luego ocuparon su hijo y su nieto.

## Palmarés
| Título              | Club                 | País    | Año  |
| ------------------- | -------------------- | ------- | ---- |
| Campeonato Uruguayo | Peñarol              | Uruguay | 1918 |
| Campeonato Uruguayo | Peñarol              | Uruguay | 1921 |
| Copa América        | Selección de Uruguay | Uruguay | 1916 |